# 納科多奇斯縣 (德克薩斯州)
納科多奇斯縣（英語：Nacogdoches County）是美國德克薩斯州東部的一個縣。面積2,542平方公里，西、南界安杰利纳河。根據美國2000年人口普查，共有人口59,203人。縣治納科多奇斯（Nacogdoches）。
成立於1836年3月17日，縣政府成立於1837年，是最早的二十三個縣之一。縣名紀念一個印第安人部落。。